# Lars-Erik Skiöld
Lars-Erik Skiöld (n. 19 martie 1952, Malmö, Malmöhus⁠(d), Suedia – d. 21 mai 2017, Malmö, Comitatul Scania, Suedia) a fost un luptător ce a reprezentat Suedia, medaliat olimpic. A participat la 2 ediții ale Jocurilor Olimpice (1976, 1980) în care a câștigat o medalie de bronz.